# Synegia orsinephes
Synegia orsinephes là một loài bướm đêm trong họ Geometridae.